# Estación de Villora
Víllora es un apeadero ferroviario clausurado situado en el municipio español de Víllora en la provincia de Cuenca, comunidad autónoma de Castilla-La Mancha. Disponía de servicios de media distancia operados por Renfe hasta el 8 de enero de 2021.

## Situación ferroviaria
La estación se encuentra en el punto kilométrico 219,6 de la línea férrea 310 de la red ferroviaria española que une Aranjuez con Valencia, entre las estaciones de Yémeda-Cardenete y de Enguídanos, a 854 metros de altitud.
El tramo es de vía única y está sin electrificar. 

## Historia
La estación fue inaugurada oficialmente el 25 de noviembre de 1947 bajo el mando de RENFE y creada en 1941 con la nacionalización del ferrocarril en España. Sin embargo, poco tenía que ver la nueva compañía estatal en una línea que se había gestado mucho antes y que la difícil orografía y la Guerra Civil se encargaron de retrasar. La infraestructura se enmarcó dentro de la línea Cuenca-Utiel que buscaba unir el trazado Madrid-Aranjuez-Cuenca con el de Utiel-Valencia para crear lo que en su época se conoció como el ferrocarril directo de Madrid a Valencia. Inicialmente adjudicada a la Constructora Bernal, las obras fueron finalmente iniciadas en 1926 por la empresa Cesaraugusta S.A., quien compró los derechos a la anterior. La Guerra Civil marcó la rescisión del contrato en 1936 y la apertura parcial de algunos tramos más con fines militares que civiles. Concluido el conflicto una nueva constructora llamada ABC remataría la obra incluyendo algunos viaductos especialmente complejos. El trazado entre las estaciones de La Gramedosa y Enguídanos fue el último en ser puesto en servicio el 26 de noviembre de 1947, justo un día después de la inauguración total de la línea Cuenca-Utiel por parte del general Franco en 1947.
Desde el 31 de diciembre de 2004, Renfe Operadora explota la línea mientras que Adif es la titular de las instalaciones ferroviarias.
Desde el 4 de marzo de 2023, se encuentra clausurada y dada de baja como dependencia de la línea.

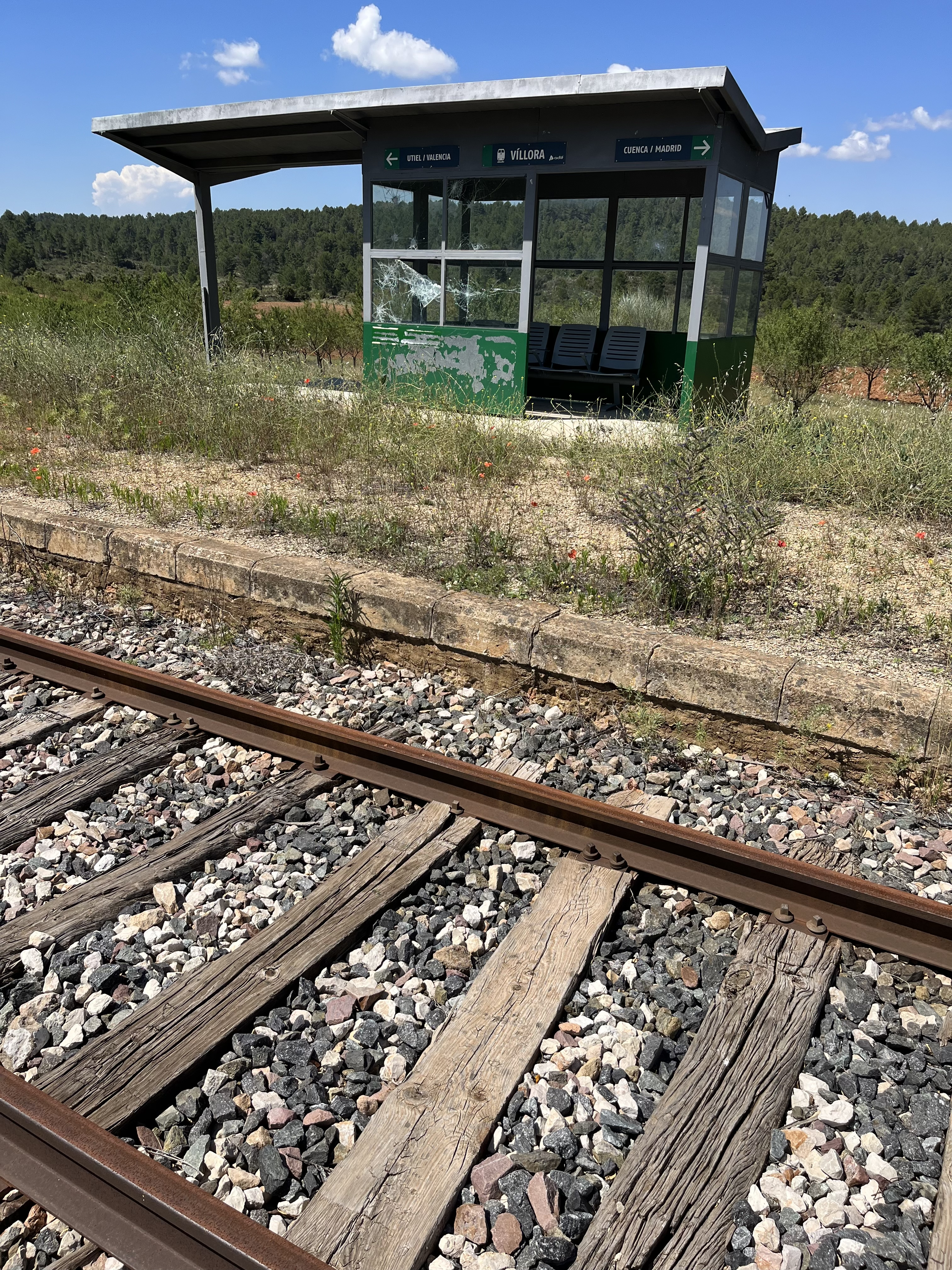

## La estación
En 2009 el edificio de viajeros fue demolido. El conjunto se sitúa a 3 km de Víllora, en un desvío sin señalizar de la carretera  CM-2109 . Dispone de un aparcamiento con dos plazas más otra para usuarios con movilidad reducida. El refugio construido para aguardar el tren queda al otro lado del aparcamiento, por lo que hay que cruzar forzosamente la vía por un paso a nivel para poder acceder al tren. Dispone de iluminación alimentada por paneles solares.